# En gång i himlens bröllopssal
En gång i himlens bröllopssal är en psalmtext med sex verser författade av Eric Bergquist. 

## Publicerad i
- Herde-Rösten 1892 som nr 483 med titeln Är du den mannen och utan att psalmen är medtagen i registret över de olika psalmkaraktärerna.